# James Rosenquist
James Rosenquist (ur. 29 listopada 1933 w Grand Forks, zm. 31 marca 2017 w Nowym Jorku) – amerykański malarz i pionier pop-artu.

## Życiorys
Urodził się 29 listopada 1933 w Grand Forks w Dakocie Północnej. 
Jego obrazy zostały wystawione w takich uznanych muzeach jak: Muzeum Guggenheima w Bilbao w Hiszpanii i Muzeum Sztuki Nowoczesnej (MoMA) w Nowym Jorku. Był autorem obrazu i F-111 w rozmiarze billboardu, który namalował w czasie wojny w Wietnamie. W 1962 po śmierci Marilyn Monroe stworzył jej obraz. 
Zmarł 31 marca 2017 w Nowym Jorku.